# FutureLand

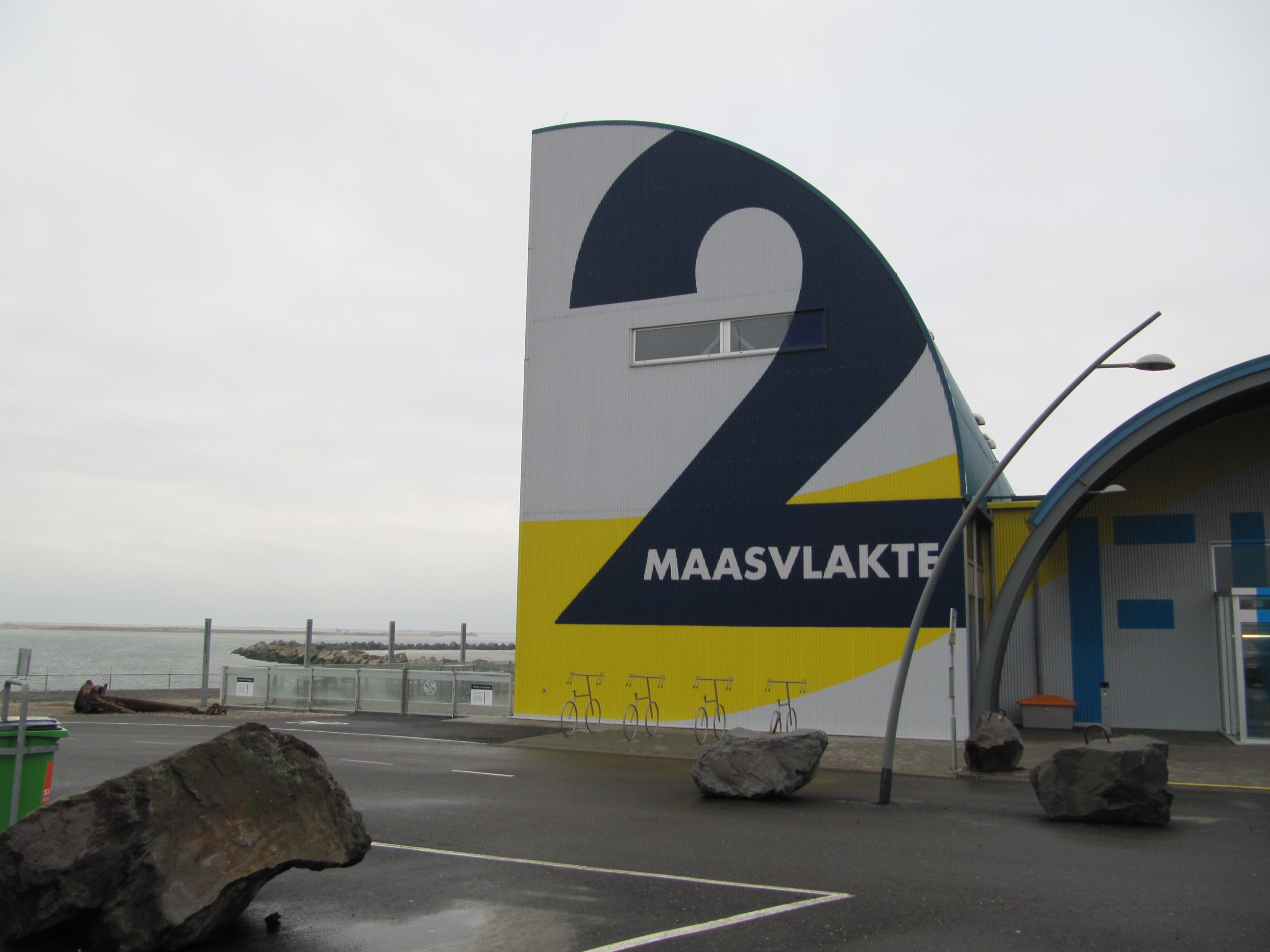
Voorzijde Informatiecentrum Maasvlakte 2

FutureLand was het informatiecentrum van Havenbedrijf Rotterdam op de Maasvlakte. Naast informatie over de aanleg en inrichting van Maasvlakte 2 vonden bezoekers hier informatie over ontwikkelingen in de Rotterdamse haven. In FutureLand vonden geïnteresseerden hun weg in de  tentoonstelling. Vanuit FutureLand werden informatieve tours georganiseerd per boot en bus. Gidsen lichtten tijdens de tours de achtergronden en actuele ontwikkelingen toe.
Het informatiecentrum had onder meer een filmzaal, een interactieve maquette en verschillende informatieve ruimtes met expositie-onderdelen. Het informatiecentrum van het Havenbedrijf Rotterdam werd in mei 2009 geopend, tegelijk met de start van de aanleg van Maasvlakte 2. Sindsdien vonden gemiddeld ruim 100.000 bezoekers op jaarbasis hun weg naar FutureLand. Het was te herkennen aan de grote donkerblauwe 2 op de gevel. Het gebouw had kenmerkende ronde vormen, zodat het makkelijk te vinden was tussen de toenemende bedrijvigheid in het nieuwste havengebied van Rotterdam. In 2025 is Futureland vervangen door havenervarings- en expositiecentrum Portlantis. Dit nieuwe informatiecentrum opende op 22 maart de deuren en organiseert vanaf die datum de tours en activiteiten die FutureLand voorheen organiseerde.